# ارجان اوزچلیک
ارجان اوزچلیک (انگلیسی: Ercan Özçelik؛ زادهٔ ۱۲ اوت ۱۹۶۶) بازیگر تئاتر، بازیگر سینما، و بازیگر تلویزیون اهل آلمان است.